# 皮科布蘭科山
皮科布蘭科山（西班牙語：Cerro Pico Blanco），是哥斯達黎加的山峰，屬於埃斯卡蘇山脈的一部分，海拔高度2,428米，是遠足和攀石的熱門地點，1990年1月15日一架飛機在該山峰附近墜毀，機上21名人員全部罹難。